# Amadeus (voornaam)
De jongensnaam Amadeus (van het Latijn amare, beminnen en deus, God) betekent dus "God liefhebbend". Het is ook een vertaling van de Duitse voornaam Gottlieb.
Een variant van de naam is Amedeo (Italiaans en Spaans).
Bijbelse vormen zijn Rehuël (de schoonvader van Mozes) en Theofilus (aan wie het evangelie volgens Lucas is opgedragen).

## Bekende naamdragers
- Amadeus van Savoye, doorverwijspagina voor het Huis Savoye
- Amadeus van Genève, doorverwijspagina
- Wolfgang Amadeus Mozart
- Amedeo van België
- Ernst Theodor Amadeus Hoffmann